# Сёнстебю, Гуннар
Гуннар Фритьоф Турманн Сёнстебю (норв. Gunnar Fridtjof Thurmann Sønsteby; 11 января 1918, Рьюкан — 10 мая 2012, Осло) — участник норвежского движения Сопротивления во время Второй мировой войны. Был главой движения «Oslogjengen» наряду с Максом Манусом. Награждён Военным крестом с тремя мечами.

## Биография
Гуннар Сёнстебю родился 11 января 1918 года в Рьюкане (фюльке Телемарк).
Действовал в подполье, известен под подпольными именами Kjakan (чин) и № 24. Во время немецкого вторжения в Норвегию Сёнстебю жил в Осло и работал помощником аудитора. Участвовал в сопротивлении после оккупации Норвегии немцами. В 1942 году был интернирован и заключён на три месяца в шведской полиции, но в конце концов убедил их в том, что он — это не обвиняемый Гуннар Сёнстебю.
В 1943 году, после обучения в Англии, стал координатором движения сопротивления в Восточной Норвегии. Участвовал в контрабанде гранок для печати норвежских крон, во взрыве норвежского центра, занимавшегося переправкой рабочей силы в Германию, чем сорвал отправку норвежской молодёжи на советско-германский фронт. Также при его участии уничтожены либо серьёзно повреждены 40 немецких самолётов, кража серной кислоты на фабрике в Люсакере серьёзно сорвала производственные планы, организовал пожар на нефтехранилище в гавани Осло.
Действовал более чем под тридцатью псевдонимами и был раскрыт гестапо только в конце войны. Тем не менее, он так и не был арестован. В 1945 году награждён британским орденом «За выдающиеся заслуги».
После войны Сёнстебю переехал в США, где поступил в Гарвардскую бизнес-школу, факультет Гарвардского университета. Он также работал в нефтяной отрасли, прежде чем вернулся в Норвегию, где продолжил свою карьеру в частном бизнесе. В послевоенные годы, особенно после достижения пенсионного возраста, Сёнстебю читал лекции по истории Второй мировой войны для молодёжи.
Капитан Гуннар Сёнстебю является единственным лицом, награждённым норвежским Военным крестом с тремя мечами. Все три награды были присуждены 16 августа 1946 года. 13 мая 2007 года на площади Солли в Осло в его честь была воздвигнута статуя, созданная Пером Унгом и изображающая 25-летнего Сёнстебю, стоящего рядом со своим велосипедом. Памятник был открыт королём Норвегии Харальдом V.
Умер 10 мая 2012 года в Осло. Похоронен на Западном кладбище Осло.

## Награды
| Страна         | Дата вручения   | Награда                                                  | Награда                                                  |
| -------------- | --------------- | -------------------------------------------------------- | -------------------------------------------------------- |
| Норвегия       | 16 августа 1946 | Кавалер Военного креста с тремя мечами                   | Кавалер Военного креста с тремя мечами                   |
| Норвегия       | 27 января 2006  | Командор ордена Святого Олафа                            | Командор ордена Святого Олафа                            |
| Норвегия       | 2004            | Кавалер Креста Почёта Полиции                            | Кавалер Креста Почёта Полиции                            |
| Норвегия       | 24 апреля 2012  | Кавалер Креста Почёта Вооружённых сил                    | Кавалер Креста Почёта Вооружённых сил                    |
| Норвегия       | 2004            | Медаль «За службу в Вооружённых силах» с лавровой ветвью | Медаль «За службу в Вооружённых силах» с лавровой ветвью |
| Норвегия       | '               | Медаль Обороны 1940—1945 с розеткой                      | Медаль Обороны 1940—1945 с розеткой                      |
| Норвегия       | '               | Медаль 70-летнего юбилея короля Хокона VII               | Медаль 70-летнего юбилея короля Хокона VII               |
| Норвегия       | 1946            | Королевская юбилейная медаль с планкой «1940-1945»       | Королевская юбилейная медаль с планкой «1940-1945»       |
| Великобритания | 1945            | Кавалер ордена «За выдающиеся заслуги»                   | Кавалер ордена «За выдающиеся заслуги»                   |
| Великобритания | '               | Звезда «1939—1945»                                       | Звезда «1939—1945»                                       |
| Великобритания | '               | Медаль обороны                                           | Медаль обороны                                           |
| США            | 1945            | Медаль Свободы с серебряной пальмовой ветвью             | Медаль Свободы с серебряной пальмовой ветвью             |
| Польша         | 2007            | Медаль «Pro Memoria»                                     | Медаль «Pro Memoria»                                     |